# Taberna

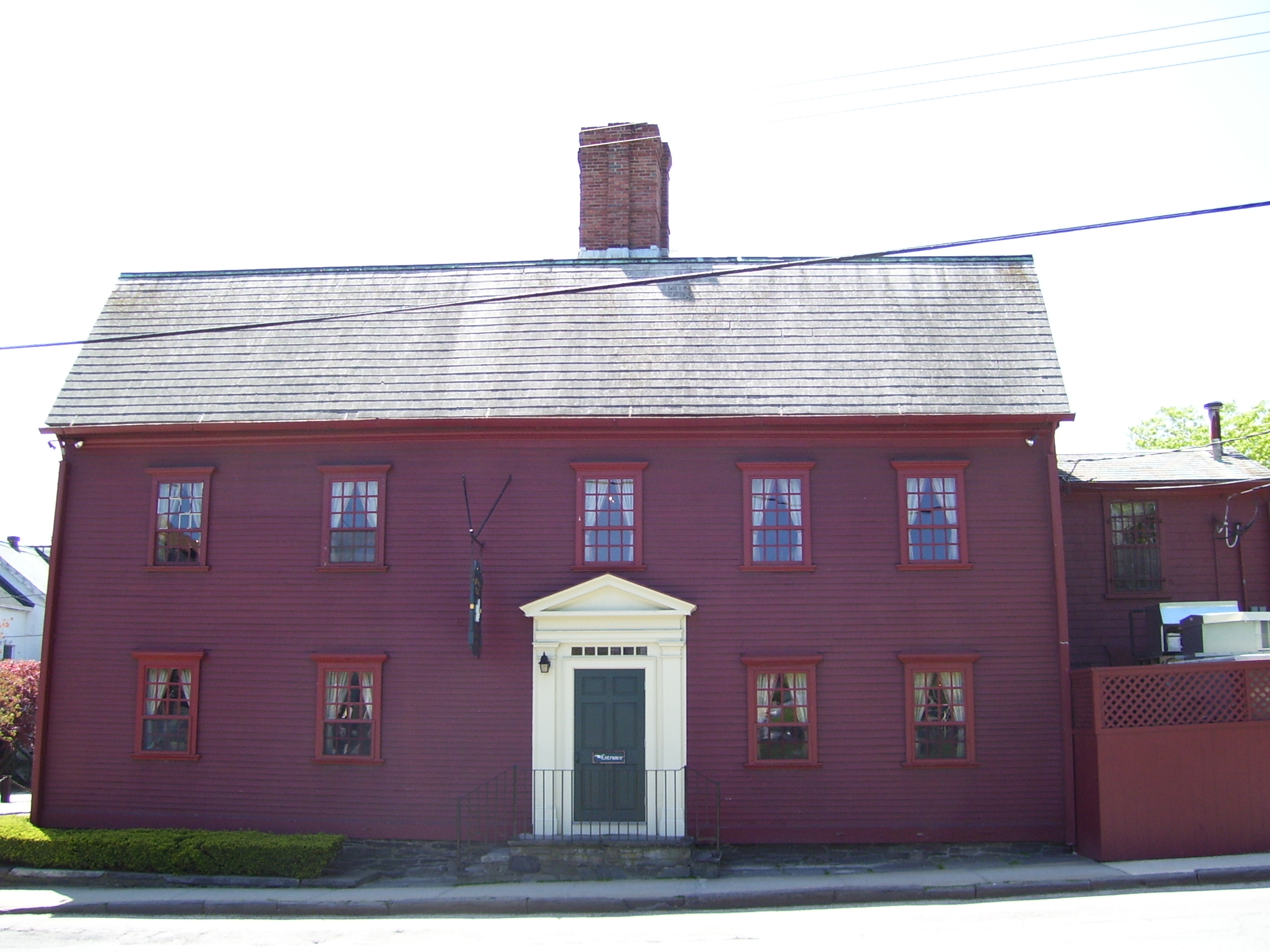
Taberna em Newport, em Rhode Island, nos Estados Unidos.

Uma taberna, taverna, locanda, tasco ou tasca é um local onde se vende vinho a varejo (neste caso, também é chamada de baiuca ou bodega), ou então é um restaurante simples.

## Etimologia
"Taberna" e "taverna" derivam, pelo latim taberna, do grego ταβέρνα, que significa "abrigo" ou "oficina". "Locanda" deriva do italiano locanda. "Baiuca" deriva da gíria castelhana bayuca. "Bodega" deriva do grego apothéké (depósito), através do latim apotheca.

## História
Reunir-se numa taberna para beber cerveja ou outra bebida alcoólica é uma tradição social de longa data, tendo sido iniciada no mínimo pelos sumérios (3500 a.C.); na Suméria, o taberneiro era, tradicionalmente, uma mulher, mas, em outros lugares e épocas, as mulheres foram completamente excluídas das tabernas.

## Europa

### França
Pelo menos desde o século 14, as tabernas, junto com pousadas e cabarés posteriores, eram os principais lugares para jantar fora. Normalmente, uma taverna oferecia várias carnes assadas, bem como alimentos simples como pão, queijo, arenque e bacon. Alguns ofereciam uma variedade maior de alimentos, embora fossem cabarés e traidores posteriores que ofereciam as melhores refeições antes do surgimento do restaurante no século 18. Seu propósito declarado, no entanto, era servir vinho (não cerveja ou cidra, que tinham outros pontos de venda) e eles eram tão desonrosos que mulheres de qualquer posição os evitavam.
Depois de 1500, os impostos sobre o vinho e outras bebidas alcoólicas tornaram-se cada vez mais onerosos, não apenas por causa do aumento contínuo do nível de tributação, mas também por causa da variedade e multiplicidade desconcertantes dos impostos. Esse sistema caótico foi aplicado por um exército de cobradores de impostos. A oposição resultante assumiu muitas formas. Os viticultores e taberneiros escondiam o vinho e falsificavam seus métodos de vendê-lo para aproveitar as taxas de impostos mais baixas. Os varejistas também reabasteceram seus barris secretamente de estoques ocultos. Os comerciantes de vinho contornaram furtivamente as estações de inspeção para evitar taxas de importação locais. Quando presos, alguns fraudadores reagiram com resignação passiva, enquanto outros recorreram à violência. Situada no coração da cidade ou vila do interior, a taberna era um dos centros tradicionais da vida social e política antes de 1789, um ponto de encontro tanto para a população local quanto para os viajantes que passavam e um refúgio para malandros e. As tabernas simbolizavam a oposição ao regime e à religião.
As tabernas às vezes serviam como restaurantes. Em Paris, o primeiro restaurante no sentido moderno do termo foi fundado em 1765. No entanto, o primeiro restaurante parisiense digno desse nome foi o fundado por Beauvilliers em 1782 na Rue de Richelieu, chamado Grande Taverne de Londres.
O romance de Émile Zola, L'Assommoir ('A Taverna', 1877), retratou as condições sociais típicas do alcoolismo em Paris entre as classes trabalhadoras. O bêbado destruiu não apenas seu próprio corpo, mas também seu emprego, sua família e outros relacionamentos interpessoais. Os personagens Gervaise Macquart e seu marido Coupeau exemplificaram com grande realismo a degradação física e moral dos alcoólatras. A correspondência de Zola com os médicos revela que ele usou fontes médicas autênticas para suas representações realistas no romance.

### Alemanha

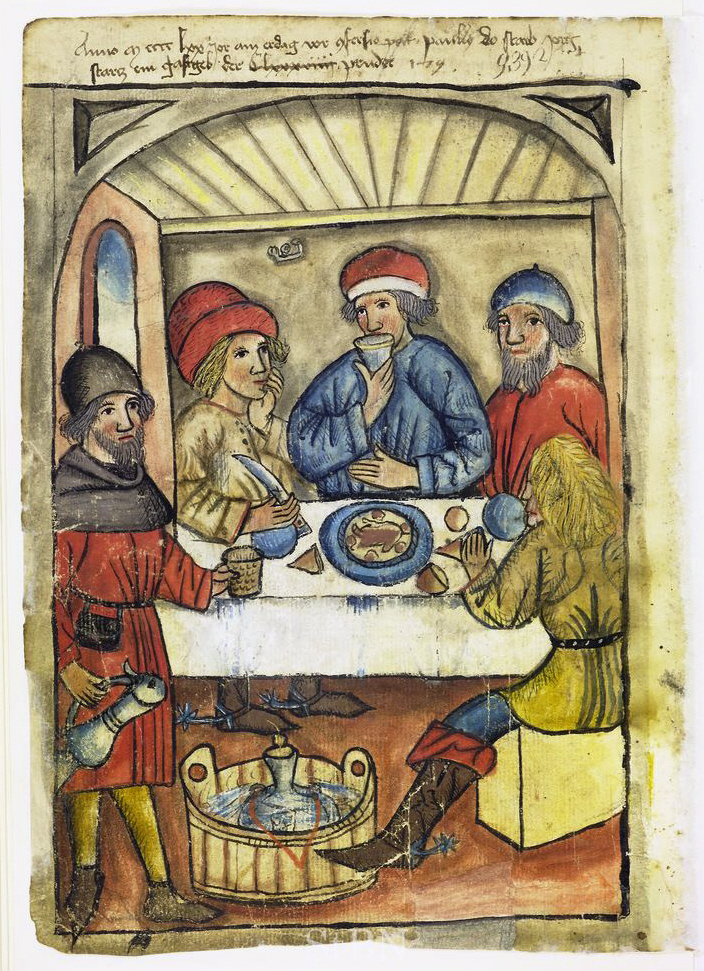
Taverna Alemã c. 1470

Um nome alemão comum para tabernas ou pubs alemães é Kneipe. As práticas de consumo de álcool em Augsburg, Alemanha, do século 16, sugerem que o uso de álcool no início da Alemanha moderna seguia normas culturais cuidadosamente estruturadas. Beber não era sinal de insegurança e desordem. Ajudou a definir e melhorar o status social dos homens e, portanto, foi tolerado entre os homens, desde que eles vivessem de acordo com as regras e normas da sociedade de tabernas e as demandas de seu papel como chefes de família. As portas das tabernas foram fechadas para mulheres respeitáveis desacompanhadas de seus maridos, e a sociedade condenou a embriaguez entre as mulheres, mas quando o abuso de álcool interferia na casa, as mulheres podiam usar o poder público para impor limites ao comportamento de beber dos homens.

### Reino Unido

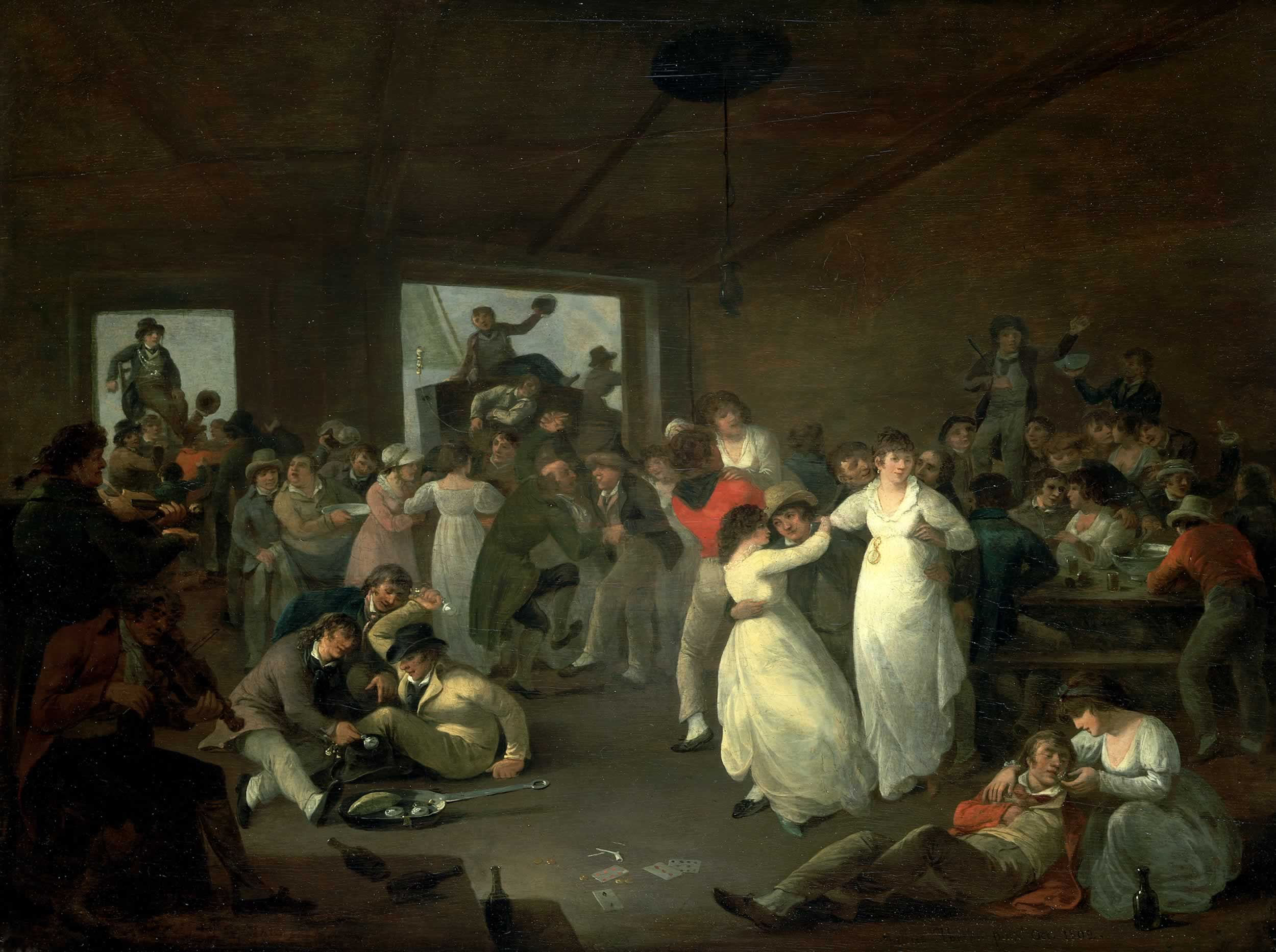
Uma cena em uma taverna não especificada em Portsmouth depois que um ou mais navios foram pagos

As tabernas eram locais populares usados para negócios, bem como para comer e beber - a London Tavern foi um ponto de encontro notável nos séculos 18 e 19, por exemplo. No entanto, a palavra taverna não é mais de uso popular no Reino Unido, pois não há distinção entre uma taverna e uma pousada. Ambos os estabelecimentos servem vinho e cerveja/cerveja. O termo 'pub' (uma abreviação de 'pub') agora é usado para descrever essas casas. O legado de tabernas e pousadas agora só é encontrado nos nomes dos pubs, por exemplo, Fitzroy Tavern, Silver Cross Tavern, Spaniards Inn, etc. A palavra também sobrevive em canções como "There is a Tavern in the Town".
A variedade e a qualidade dos pubs variam muito em todo o Reino Unido, assim como a variedade de cervejas, vinhos, destilados e alimentos disponíveis. A maioria dos pubs de qualidade ainda serve cervejas de barril e comida. Nos últimos anos, houve um movimento em direção a pubs "gastro", onde o cardápio é mais ambicioso. Originalmente, as tabernas serviam como paradas de descanso a cada quinze milhas e seu foco principal era fornecer abrigo a qualquer pessoa que estivesse viajando. Essas tabernas seriam divididas em duas partes principais - os dormitórios e o bar. Geralmente há uma placa com algum tipo de símbolo, muitas vezes relacionado ao nome das instalações, para atrair clientes. O objetivo é indicar que o estabelecimento vende álcool e diferenciá-lo da concorrência.

### Em Portugal
Em Portugal (onde eram, muitas vezes, designadas pejorativamente como "tascas"), a par dos cafés e das casas de pasto, as tabernas vingaram até os anos 1980, tanto nas áreas rurais, onde eram o centro por excelência da vida social das pequenas localidades, como nas urbanas.